# Schillertswiesen
Schillertswiesen ist ein Gemeindeteil der Gemeinde Zell im Oberen Bayerischen Wald in der Oberpfalz, nahe dem Naturschutzgebiet Hölle.

## Geschichte
Es wird vermutet, dass Schillertswiesen zwischen 8. und 11. Jahrhundert entstanden ist. Im Jahre 1118 wurde Scillingeswisen, erstmals bestehend aus Weilern und Ortsteilen, urkundlich erwähnt. Schillertswiesen gehörte damals zum Bezirk Reichenbach. Der damalige Herrscher Markgraf Diepold III. von Vohburg hatte 1118 seinen Besitz an das Kloster Reichenbach übergeben. Urkundlich ist auch ein Verbindungsweg im Mittelalter zwischen Roding und Regensburg bekannt.
Während des Dreißigjährigen Kriegs soll im Jahre 1648 eine schwedische Reiterstaffel in Richtung Falkenstein durchgezogen sein, um die dortige Burg einzunehmen.
1861 wurde Schillertswiesen wieder urkundlich erwähnt. Nach Auflösung des Landgerichtes in Falkenstein am 1. Januar 1880, wurden Schillertswiesen sowie Arrach, Au, Falkenstein, Michelsneukirchen und Unterzell dem Bezirksamt Roding zugeteilt.
1900 war Schillertswiesen eine eigenständige Gemeinde mit Bürgermeister Alois Hahn (1/1900–12/1905). Als weitere Bürgermeister folgten Georg Niebauer (1/1906–12/1911), Alois Dummer (1/1912– 12/1924), Josef Schiegl (1/1925–10/1945) und Niebauer aus Neuhofen (1945–1948).
Am Ende des Zweiten Weltkriegs im April 1945 begann die Deportation der KZ-Häftlinge aus dem KZ Flossenbürg in das KZ Dachau. Ein Todesmarsch führte ca. 150 Häftlinge durch Schillertswiesen nach Gfäll, Thallern, Ruderszell, Rettenbach, Richtung Wörth an der Donau. Wer nicht mehr gehen konnte oder flüchten wollte, wurde von den Wachsoldaten erschossen. Die völlig erschöpften Leute wurden von SS-Männern mit Hunden und Waffen getrieben. Als ein Häftling zwischen Schillertswiesen und Gfäll aus einem Weiher Wasser trinken wollte, schlug ein SS-Mann mit einem Gegenstand auf ihn ein, um ihn zum Weitergehen zu zwingen.
1948 wurde die Gemeinde Schillertswiesen aufgelöst und der Gemeinde Martinsneukirchen zugeordnet.
Durch eine Bürgerinitiative wurde Schillertswiesen aber wieder eine eigenständige Gemeinde. Bürgermeister war Johann Dummer (5/1948–5/1966), gefolgt von Richard Kulzer bis 1971. 1971 wurde die Gemeinde Schillertswiesen aufgelöst und der Gemeinde Zell zugeordnet. Zur damaligen Gemeinde Schillertswiesen gehörten die Gemeindeteile Mitterfeldhof, Hohenrad, Oberpoign, Sallach, Seigenbach, Starzenbach, Steinshofen, Unterpoing und Wirthswies. Seit 1988 findet in Schillertswiesen wieder ein „Dorfkirta“ statt.

## Dorfkapelle
Im Sommer 1999 wurde mit dem Bau einer Dorfkapelle begonnen, dazu wurde noch ein Kapellenverein im gleichen Jahr gegründet. Die Kapelle konnte durch Hilfe der Bevölkerung noch im Jahr 1999 fertiggestellt werden. Am 27. August 2000 wurde die Kapelle eingeweiht.

## Vereine
1899 wurde die Freiwillige Feuerwehr Schillertswiesen gegründet. Um 1902 wurde das erste, 1971 das zweite Feuerwehrhaus errichtet. Wegen baulicher Mängel wurde von 1988 bis 1990 das dritte Feuerwehrhaus errichtet.